# Rosa gallica
Rosa gallica L., 1753 è una pianta appartenente alla famiglia delle Rosacee.

## Descrizione
Questa pianta non si sviluppa particolarmente, ha un portamento appena eretto e compatto che si modifica, arcuandosi, quando la fioritura è al massimo della sua crescita ed è ricoperto di foglioline verde chiaro che sfumano al grigio. Non è molto spinosa ma i rami, rametti e peduncoli sono ricoperti da una fitta trama di setole.

## Tassonomia
Sono note le seguenti varietà:
- Rosa gallica var. officinalis (hort. ex Andrews) Ser.
- Rosa gallica var. pumila (Jacq.) Ser.
- Rosa gallica f. versicolor (L.) Rehder